# Sean Chiplock
Sean Chiplock is een stemacteur voor computerspelen en animefilms. Hij is vooral bekend als een van de stemmen in The Legend of Zelda: Breath of the Wild. Zijn stem is ook te horen in Dragon Ball Super (2015) en Freedom Planet (2014). Ook vertolkte hij de stem van Rash (Dave Shar) in Killer Instinct Season 3 (2013).